# Centro Nacional de Atletismo (Budapest)
El Centro Nacional de Atletismo (en húngaro: Nemzeti Atlétikai Központ) es un estadio de atletismo ubicado en la ciudad de Budapest, Hungría. Es la sede del Campeonato Mundial de Atletismo de 2023. El estadio se ubica en la orilla oriental del río Danubio en el lado sur de Budapest, con una capacidad de 36 000 para los campeonatos, que se reducirá a 14 000 para futuros eventos.